# 푸른하늘 국제선언
푸른하늘 국제선언은 2015년 8월 6일 대한민국, 일본, 중화민국에서 발표된 반핵 선언이다.

## 배경 및 경과
2011년 일본의 후쿠시마 핵발전소 사고 이후, 동아시아에서 핵 문제에 관해 연대의 필요성이 대두되었다. 2015년은 히로시마와 나가사키에 원자폭탄이 투하된 지 70년이 되는 해였고, 이를 맞아 첫 원자폭탄 투하일인 8월 6일에 반핵 내용을 담은 선언이 발표되었다.
선언을 발표할 선언위원회가 각국 청년들을 중심으로 조직되었으며, 선언문은 한국어, 일본어, 중국어, 영어 등 네 언어로 쓰였다.
대한민국에서는 ‘푸른하늘을 향한 행진’ 행사에서, 일본에서는 히로시마 원폭 돔 옆에서 열리는 ‘히로시마 푸른하늘’ 행사에서, 타이완에서는 핵발전소 부근에서 열리는 북연안반핵캠프 & 북연안반핵행동연맹의 반핵행사에서 선언문이 각각 발표되었다.

## 선언문
푸른하늘 국제선언(한국어)
70년 전 오늘, 1945년 8월 6일은 히로시마에 핵폭탄이 떨어진 날이다. 이 날은 단 한 발의 폭탄이 14만 명의 사람들과 그들이 살던 공간을 지구상에서 지워버린 날이며, 전세계의 핵 산업이 시작된 날이기도 하다. 히로시마에서 시작된 비극은 3일 후 나가사키에서 다시 반복되었으며, 역시 7만 명이 넘는 사람들이 너무도 쉽게 목숨을 잃었다.
선악도 무엇도 구별하지 않고 두 도시를 지도에서 지워버린 버섯구름을 바라보며, 누군가는 저 힘을 막아야한다고 생각했고 누군가는 저 힘을 가져야 한다고 생각했다.
70년간 인류는 끊임없이 증명해왔다. 인류가 스스로를 충분히 멸절시킬 수 있으며, 인류가 함께 살아가는 것을 중요하게 생각하지 않음을. 70년 전 그날 “인류의 선택”의 부작용을 부당하게 모두 떠안아야 했던 70만 명이 넘는 무수한 피폭자들은 여전히 세계에 의해 방치되어 있다. 아무도 책임지지 않는 사람들이 잊혀지고 나서, 후쿠시마에서 일어난 또 하나의 사건은 멸절의 공포를 바다를 통해 세계에 퍼뜨렸다. 잊고 있었던 공포를 떠올린 세계의 많은 사람들은 다시 핵 산업을 중단하라고 요구했지만, 세계는 아랑곳하지 않고 그 길을 계속 가고 있다.
미국은 약 100억 달러를 투입해 2020년 중반까지 핵탄두 개량작업을 추진할 예정이다. 러시아는 신형 핵미사일 개발과 핵탄두 탑재가 가능한 폭격기 양산에 나섰다. 중국은 대륙간 탄도미사일, 잠수함탑재유도탄, 전략폭격기로 구성되는 핵전략 삼원체제를 현대화하기 위해 막대한 군사비용을 투자하고 있다. 인도는 핵탄두를 장착할 수 있는 중거리 탄도미사일 개발로 중국을 도발하고 있다.인도와 영토 분쟁을 겪고 있는 파키스탄도 사정거리 60km에 핵탄두 장착이 가능한 지대지 미사일 개발로 인도를 겨냥하고 있다.
“평화적 이용”이란 허울을 쓰고 있지만 핵발전소 역시 인류를 위협하고 있다. 악마의 이마에 천사의 이름을 써넣는다고 재앙이 축복으로 변하지는 않는다. 체르노빌과 후쿠시마가 웅변하듯이. 지구상에서 가장 많은 피폭국민을 가진 나라, 히로시마·나가사키를 경험했던 일본의 정부는, 후쿠시마 이후 중단했던 핵발전을 다시 재개하려 하고 있다. 강제 징집과 히로시마·나가사키에서의 희생으로 7만명이 넘는 자국민들이 피폭당했던 한국 정부 역시, 사고 위험성이 높은 노후원전을 재가동하려 한다. 모두가 과거도, 미래도,현재도 책임지지 않고 있다. 수많은 죽음과 고통을 낳았던 원폭 피해자들과, 핵발전소 접경지역 주민들의 후유증 발생과 고통, 일상적으로 피폭을 강요당하는 (예를 들면 핵발전소나 사고 핵발전소의) 노동자들, 수만년의 반감기를 가진 핵발전 폐기물들을 말이다.그동안 핵산업이 낳은 수많은 피해자들을 깨끗이 잊어버렸듯이, 그저 잊고 넘어가면 된다는 태도로 말이다.
오늘 우리는 1955년, 이미 60년 전에 ‘러셀-아인슈타인 선언’이라는 별칭으로 알려진 경고를 다시 상기시키려 한다. 버트란트 러셀과 알버트 아인슈타인이, 그리고 더 많은 사람들이 그러했듯이, “우리는 이런저런 국가나 대륙이나 이념에 얽매이는 구성원이 아니라, 미래의 존립성마저도 위협받고 있는 인류라는 생물 종에 속하는 구성원으로서 이 문제에 대해 이야기하고 있다.(We are speaking on this occasion, not as members of this or that nation, continent, or creed, but as human beings, members of the species Man, whose continued existence is in doubt.)” 그리고 60년 전의 사람들이 호소한 것과 같이, 우리는 인류 구성원으로서 인류에게 다음과 같이 호소한다: “당신의 인간성을 다시 떠올려라. 그 바깥의 것은 모두 잊어라.”(We appeal, as human beings, to human beings: remember your humanity, and forget the rest.)
우리는 히로시마 원폭투하 70주년을 맞아, 각국 정부와 국제사회에 요구한다. 핵산업을 중단할 것을. 핵산업의 재앙 아래 살아남은 피해자 문제에 대한 해결을. 원폭/핵발전소 사고에 의한 피해자들의 고통을 해결하기 위해 나설 것을, 그리고 그들의 삶을 인류가,핵산업의 수혜자들이 어떻게 외면해왔는지 분명하게 기록할 것을. 인류의 힘으로는 이제 “해결”이 불가능한 핵 폐기물 문제와, 피폭 후유증의 대물림에 대해 함께 책임질 것을.
우리는 한국, 일본, 대만 정부에 특별히 요구한다. 대만 정부는 지금 대만 시민들이 민주주의적 열망에 근거하여 합당하게 요구하는 바와 같이, 나머지 3기의 핵발전소를 즉각 폐쇄해야 한다. 일본 정부는 핵발전 재개 야욕을 즉각 멈추고, 식민지 원폭피해자 문제에 책임을 져야 한다. 아직 인정되지 않은 히로시마 ㆍ 나가사키의 원폭 피해자 배상문제에 나서야 한다. 후쿠시마 제 1 원전 사고 이재민들에게 차별 없는 피난의 권리를 보장해야 한다. 피폭노동자 문제에서도 역시 다르지 않다. 또 전쟁법 입안 등의 역사의 교훈을 거스르는 시도를 중단해야 한다.
한국 정부는 자국민 피폭자와 그 후세들을 더 이상 외면해선 안된다. 원폭피해 1세들이 살아있는 동안, 원폭피해자특별법을 통과시켜야 한다. 노후 핵발전소 재가동에 대한 파멸적인 집착도, 주민의 죽음을 불사하고 핵발전을 위한 고압송전탑 공사를 강행하는 것 역시 더 이상 없어야 한다.
오늘 히로시마 원폭투하 70주년을 맞아 국토도 대륙도 아닌 인간성을 기반으로 모인 우리는, 함께 행동하기 위해 한국, 일본, 대만에서 이 선언을 발표한다.
“인간이 아니라, 핵 산업에 죽음을!”

선언문은 핵무기 폐기를 호소한 러셀-아인슈타인 선언을 인용하며, 대한민국 및 일본과 중화민국 정부에게 핵 피해자를 양산하는 핵무기 및 핵발전 산업을 폐기할 것을 요구하고 있다. 구체적인 사안으로는 핵발전소 즉각 폐쇄 및 재가동 중단, 국제적 원폭 피해자 배상 문제 해결, 핵발전소 사고로 인한 이재민의 피난권 보장, 원폭피해자특별법 제정, 핵발전을 위한 고압송전탑 강행 중지를 들고 있다.